# Patimi

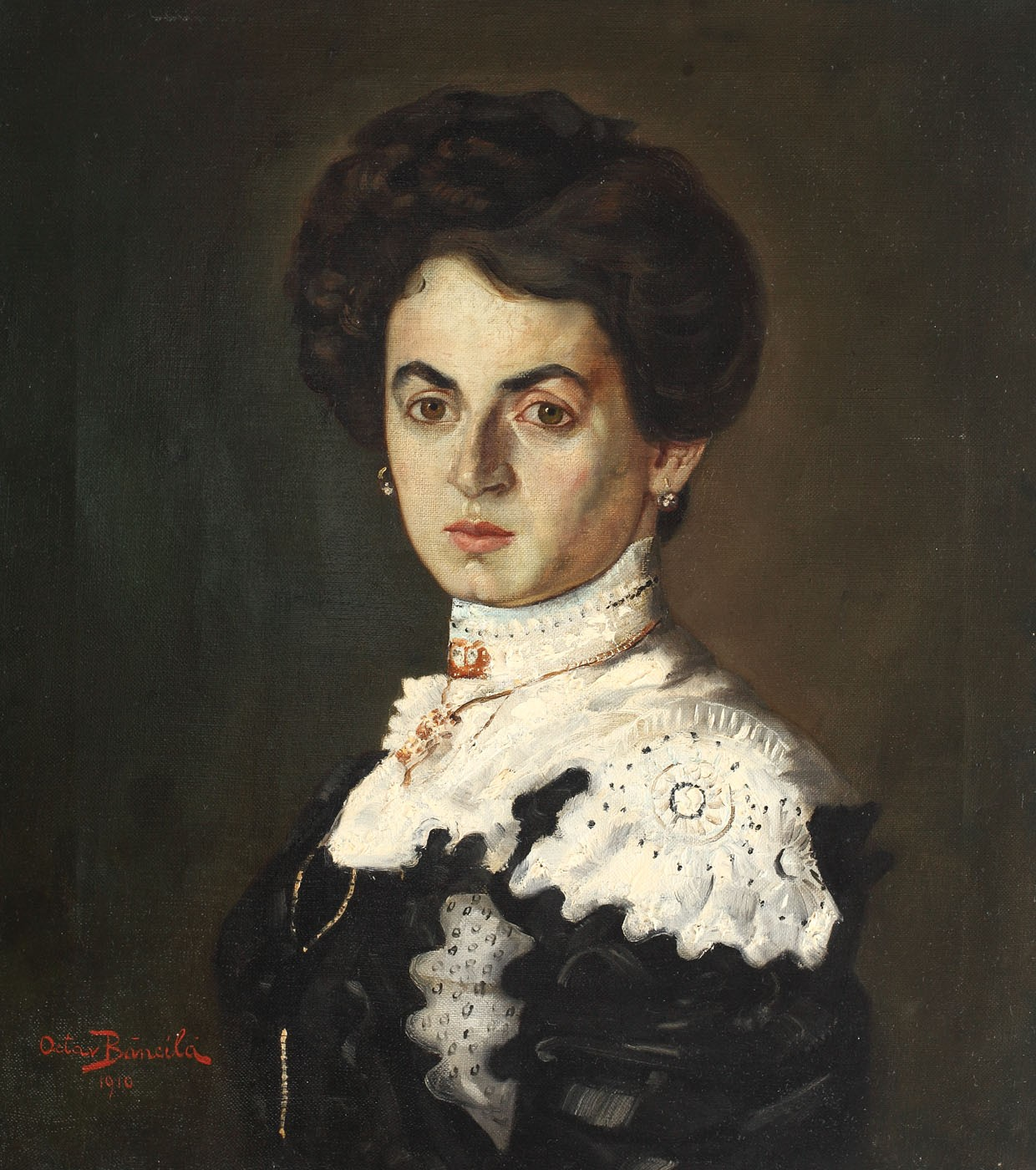
Octav Băncilă, Sofia Băncilă (Nădejde), 1910.

Patimi – powieść obyczajowa autorstwa rumuńskiej prozatorki Sofii Nădejde publikowana w odcinkach w czasopiśmie „Universul” w 1903 r. Jest określana pierwszą feministyczną powieścią w języku rumuńskim.

## Tytuł
Słowo „patimi” można tłumaczyć jako namiętności, pasje lub obsesje. Pchani takimi popędami są właśnie główni bohaterowie utworu, którzy podejmują ryzykowne decyzje, przekraczając normy społeczne w celu osiągnięcia szczęścia osobistego.

## Treść
Sofia Nădejde portretuje główną bohaterkę Matyldę jako uosobienie zepsucia moralnego klas wyższych. Cechuje ją narcystyczne i wyrachowane podejście do życia. Odnosi się bezrefleksyjnie do swojej sytuacji społecznej. Gdy mąż, bojar Mustea, nie może zaspokoić jej potrzeb, ona, będąc znudzona, prowadzi rozwiązłe życie i zdradza go z podstępnym Iliescu, kuszącym ją wizją wyrwania się z udręki wiejskiej egzystencji. Swoje „wyzwolenie” realizuje poprzez kradzież pieniędzy męża, które miały uratować jego ziemski majątek dotknięty klęską żywiołową. Hedonistyczny wybór i poczucie kontroli nad swoim życiem zostają w pełni skonfrontowane z patriarchalną rzeczywistością, kiedy zostaje zmuszona do aborcji przez kochanka. Trafia do domu, w którym przeprowadzone są aborcje i późniejsze rekonwalescencje pacjentek. Matylda spotyka tam inne kobiety, zdające już sobie sprawę ze swojej pozycji w społeczeństwie i sama również uświadamia sobie własne uprzedmiotowienie oraz iluzję wolnego wyboru.

## Tematyka
W powieści ukazano przemiany społeczne, gospodarcze i klasowe, jakie miały miejsce pod koniec XIX wieku na ziemiach rumuńskich, takie jak emancypacja kobiet, zmniejszenie znaczenia arystokracji na rzecz burżuazji i ewolucja kapitalizmu. Autorka na kartach powieści kreśli portrety przedstawicieli wszystkich warstw społecznych, a także wielu grup etnicznych i narodowościowych mieszkających na terenach obecnej Rumunii. Dokonuje krytyki działań warstwy burżuazyjnej i postępującego kapitalizmu. Podejmując kwestię problemów ekonomicznych, pokazuje, jak kapitalizm zmienia środowisko właścicieli ziemskich, którzy w obliczu klęsk żywiołowych postrzegają nowy porządek jako celowo działający przeciwko ich interesom.
Powieść ma charakter dydaktyczny, narrator analizuje i komentuje postawę i myśli postaci. Jednakże nie jest to utwór jednowymiarowy. Stosuje technikę analizy psychologicznej i przedstawia motywacje bohaterów, tym samym stawiając pytania o problemy moralne.
Opisując społeczność wiejską, autorka przybliża zacofanie i zabobon jeszcze funkcjonujący wśród tej warstwy społecznej. Wskazuje na problem usprawiedliwiania swoich zbrodni przekonaniami i wiarą w zjawiska nadprzyrodzone, nie tylko przez zdegenerowane jednostki, ale co istotniejsze, także przez zwyczajnych ludzi. Jednakże Nădejde decyduje się pokazać, że wiara oraz podążanie za boskimi przykazaniami to fundamenty postrzegania dobra wśród chłopstwa i to z niej wywodzą się moralne postawy.
W powieści szczególnie silne są wpływy idei feministycznych. Główna bohaterka Matylda utknęła pomiędzy dwoma światami: konserwatywnym uosabianym przez swojego męża oraz kapitalistycznym i cynicznym reprezentowanym przez kochanka Iliescu. Zarówno stary porządek, jak i zapożyczony z Zachodu rozwijający się kapitalizm są równie opresyjne wobec kobiet. Kobiety szukające wolności spotykają się z rozczarowaniem. Złudnie atrakcyjne życie burżuazyjne wciąż jest prowadzone pod dyktando mężczyzn, którzy, pozornie progresywni, nie pozbyli się wzorców swoich przodków i kształtują rozwój wciąż ściśle w ramach pozbawionych kobiecej obecności.
Główna bohaterka doświadcza rozmaitości różnych emocji, przeżyć i stanów psychicznych, co sprawia, że jest to pierwszy tak głęboki portret kobiecy w prozie rumuńskiej. Matylda w kontekście emancypacyjno-socjalistycznego światopoglądu autorki jest antybohaterką, ponieważ swoimi cechami charakteru oraz postępowaniem realizuje model burżuazyjny. Pisarka buduje studium rozpadu małżeństwa, a także tradycyjnych wartości.
W świecie powieści relacje między płciami polegają na przedmiotowym wykorzystywaniu, nie ma w nim miejsca na relacje oparte na uczuciu. Przemoc mężczyzn wobec kobiet i zepsucie moralne burżuazji są codziennością, wobec której kobiety popadają w rezygnację i bierność, nie mając nadziei na zmianę, lub aktywnie funkcjonują w ramach narzuconego im systemu i współuczestniczą w tworzeniu toksycznych relacji.
Utwór porusza także tematy będące ówcześnie tabu jak status kobiety w małżeństwie, wykorzystanie seksualne, aborcja czy patriarchat. Zdając sobie sprawę z kontrowersyjności podejmowanych tematów, Nădejde uprzedza krytykę artykułem „Promiscuitatea. Poliandria” na łamach czasopisma „Contemporanul”, wyrażając przekonanie, że są to realne problemy, o których należy rozmawiać i nie można zasłonić nieprzyzwoitością ich podejmowania.